# 博阿埃斯佩兰萨-杜伊瓜苏
博阿埃斯佩兰萨-杜伊瓜苏是巴西巴拉那州的一个市镇。总面积151.986平方公里，总人口2919人，人口密度19.2人/平方公里。